# 桑多乡
桑多乡，是中华人民共和国西藏自治区昌都市丁青县下辖的一个乡镇级行政单位。

## 行政区划
桑多乡下辖以下地区：
桑多村、郡休村和安拉村。